# کتوزیس
کتوزیس یا کتوز وضعیتی است که در آن میزان کتون‌ها در بدن افزایش می‌یابد. این وضعیت معمولاً به به‌طور عمومی در بدن ایجاد شده و همراه هیپرکتونِمی (افزایش میزان کتون‌ها در خون) است. کتون‌ها با فرایند کتوژنز در زمان کمبود ذخایر گلیکوژن کبدی ایجاد می‌شوند. استواستات و بتا-هیدروکسی‌بوتیرات از کتون‌هایی هستند که برای تولید انرژی استفاده می‌شوند. ورزش زیاد یا دیابت درمان نشده از جمله علل کتوز هستند.

## تفاوت کتوزیس و کتواسیدوز
کتوزیس و کتواسیدوز هر دو با تولید کتون در بدن مرتبط هستند. با این حال، در حالی که کتوزیس به‌طور کلی ایمن است، کتواسیدوز می‌تواند تهدید کنندهٔ زندگی باشد.
کتوزیس تغذیه ای هنگامی رخ می‌دهد که بدن به جای گلوکز شروع به سوزاندن چربی کند. القای کتوزیس هدف یک رژیم کتوژنیک یا رژیم غذایی «کتو» است که یک رژیم غذایی با چربی بالا و بسیار کم کربوهیدرات می‌باشد که می‌تواند به افراد در کاهش وزن کمک کند.
کتواسیدوز یا Ketoacidosis زمانی اتفاق می‌افتد که بدن مقدار بسیار خطرناکی از کتون‌ها را تولید می‌کند و اغلب از عوارض دیابت نوع ۱ است.

### کتوزیس در برابر کتواسیدوز
کتوزیس تغذیه ای هنگامی رخ می‌دهد که بدن به جای گلوکز به عنوان سوخت از چربی استفاده می‌کند. کبد این چربی را به مواد شیمیایی به نام کتون‌ها تجزیه می‌کند و آنها را در جریان خون آزاد می‌کند. بدن پس از آن قادر به استفاده از کتون‌ها به عنوان یک منبع انرژی است.
هدف رژیمهای کتوژنیک، ایجاد کتوزیس تغذیه ای در بدن است. مردم این کار را با خوردن غذاهای دارای چربی زیاد اما کربوهیدرات بسیار کم، انجام می‌دهند. تبعیت از این نوع رژیم غذایی تبدیل به یک راه محبوب برای سوزاندن چربی و از دست دادن وزن شده‌است.
پزشکان در ابتدا رژیم کتوژنیک را برای درمان کودکان مبتلا به صرع توسعه دادند. در رژیم «کلاسیک کتوژنیک» ۳ تا ۴ گرم چربی به ازای هر ۱ گرم کربوهیدرات و پروتئین مصرف می‌شود. به گزارش بنیاد صرع، مطالعات نشان می‌دهد که موارد تشنج در بیش از ۵۰ درصد از کودکان مبتلا به صرع که از رژیم غذایی کتوژنیک تبعیت می‌کنند، به نصف یا کمتر کاهش می‌یابد، در حالی که ۱۰–۱۵ درصد از این کودکان با کمک این رژیم دیگر به تشنج مبتلا نمی‌شوند.
پزشکان نمی‌دانند چرا رژیم کتوژنیک علائم صرع را کاهش می‌دهد. تحقیقات نشان می‌دهد که این رژیم غذایی همچنین می‌تواند به برخی از اختلالات عصبی مانند بیماری پارکینسون و بیماری آلزایمر کمک کند.
در مقابل، کتواسیدوز زمانی اتفاق می‌افتد که بدن فکر می‌کند که در شرایط گرسنگی و قحطی قرار گرفته‌است و شروع به تجزیهٔ بسیار سریع چربی‌ها و پروتئین‌ها می‌کند. این یک عارضه بالقوه از بیماری دیابت نوع ۱ است.
اگر فرد انسولین کافی نداشته باشد، بدن نمی‌تواند گلوکز را از خون به سلول منتقل کند، جایی که برای تولید انرژی به آن نیاز است. در نتیجه غلظت خطرناکی از گلوکز و کتون‌ها می‌توانند در خون جمع شوند. پزشکان به این وضعیت کتواسیدوز دیابتی می‌گویند.
یک پزشک ممکن است آزمایش‌های خون یا ادرار را برای تعیین اینکه آیا فرد مبتلا به کتوزیس یا کتواسیدوز است، توصیه کند.
در طول کتوزیس تغذیه ای، غلظت کتون موجود در خون بین ۰٫۵ تا ۳ میلی مول در لیتراست که طبیعی می‌باشد. طبق گزارش انجمن دیابت آمریکا، چنانچه مقدار قند خون فردی بالاتر از ۲۴۰ میلیگرم در دسی لیتر باشد، او باید سطوح کتون خود را بررسی کند. بالا بودن مقدار کتون در خون افراد مبتلا به دیابت، خطر ابتلا به کتواسیدوز دیابتی را افزایش می‌دهد.

## علائم کتواسیدوز
کتواسیدوز دیابتی یک عارضه بالقوهٔ دیابت نوع ۱ است و زمانی رخ می‌دهد که فرد نمی‌تواند انسولین کافی را در زمان مناسب دریافت کند. خوردن غذای ناکافی نیز ممکن است باعث کتواسیدوز دیابتی شود.
علائم کتواسیدوز دیابتی عبارتست از:سطح قند خون بالا، افزایش میزان کتون در ادرار، تشنگی و ادرار مکرر، خستگی، پوست خشک یا براق.
با پیشرفت کتواسیدوز، علائم می‌توانند شامل موارد زیر باشند:تهوع و استفراغ، دل درد، مشکل در تنفس، بوی میوه ای هوای بازدم فرد، سردرگمی و دشواری در توجه و از دست دادن هوشیاری.

## علائم کتوزیس
علائم کتوزیس ممکن است شامل خستگی، احساس سردی و ضعف عمومی باشد. برای اکثر افراد، کتوزیس یک حالت متابولیکی کوتاه مدت است که زمانی اتفاق می‌افتد که بدن به‌طور موقت از سوزاندن گلوکز به سوزاندن چربی تغییر روش می‌دهد. در طول این زمان، سطح کتون‌ها در خون افزایش می‌یابند.
افرادی که از رژیم‌های کتوژنیک تبعیت می‌کنند دوره‌های طولانی تری را در حالت کتوزیس قرار می‌گیرند. بعضی افراد نیز در طی روزه داری وارد حالت کتوزیس می‌شوند.
کتوزیس می‌تواند منجر به ضعف بدنی و کاهش وزن شود. همچنین ممکن است در برخی از افراد موجب سردرد، تشنگی و مشکلات معده شود. اگر چه کتوزیس، به‌طور کلی ایمن است، اما ممکن است در بعضی از افراد منجر به اختلال در تغذیه شود یا موجب شود که کالری و مواد مغذی کافی را دریافت نکرده و به سوء تغذیه مبتلا شوند که به نوبهٔ خود می‌تواند موجب خستگی، ضعف، مشکلات تمرکز یا حافظهٔ ضعیف، تغییر در خلق و خو، کم خونی، احساس سرما و ابتلای مکرر به بیماری شود.
زمان مراجعه به پزشک
یک پزشک می‌تواند آزمایش‌های خون یا ادرار را برای تعیین اینکه آیا فرد در کتوزیس یا کتواسیدوز مبتلا می‌باشد، درخواست کند. این آزمایش‌های سطح کتون‌ها، گلوکز و اسیدیته را در بدن اندازه‌گیری می‌کنند.
کتوزیس تغذیه ای یک وضعیت پزشکی نیست و نیازی به تشخیص ندارد. با این حال، کتواسیدوز یک وضعیت تهدید کنندهٔ زندگی است و هر فردی که علائم آن را دارد باید به بخش مراقبتهای اورژانس پزشکی هر چه سریع تر مراجعه کند. افراد مبتلا به سوء تغذیه نیز باید به پزشک مراجعه کنند.
پزشکان اغلب نوارهای ادراری را برای افراد مبتلا به دیابت نوع ۱ توصیه می‌کنند بدین ترتیب آنها می‌توانند میزان کتون خود را در خانه بررسی کنند.

## درمان کتواسیدوز
کتواسیدوز دیابتی، یک اورژانس پزشکی است که می‌تواند به سرعت پیشرفت کند، اما همچنین بسیار قابل درمان است. پزشکان معمولاً افرادی با کتواسیدوز دیابتی را در یک بیمارستان یا بخش اورژانس درمان می‌کنند. درمان معمولاً شامل تزریق انسولین همراه با جایگزینی الکترولیت و مایعات است.
اکثر افراد مبتلا به کتواسیدوز دیابتی باید برای نظارت در بیمارستان بمانند. همان‌طور که سطوح کتون خون به حالت طبیعی بازمی‌گردد، پزشک ممکن است آزمایش‌های دیگری را برای تعیین اینکه آیا فرد دارای عوامل خطر دیگری برای کتواسیدوز است، درخواست کند.

## پیشگیری از کتواسیدوز
نظارت دقیق بر مقدار قند خون می‌تواند به جلوگیری از کتواسیدوز کمک کند. افراد مبتلا به دیابت می‌توانند خطر ابتلا به کتواسیدوز را با:
- نظارت منظم بر سطح قند خون و اطلاع به پزشک اگر قند خون آنها تحت کنترل نیست.
- آزمایش ادرار برای کتون اگر سطح قند خون بالاتر از ۲۴۰ میلی‌گرم بر دسی لیتر باشد.
- اجتناب از ورزش اگر کتون در ادرار وجود داشته باشد و سطح قند خون بالا باشد.
- مصرف انسولین بر اساس برنامهٔ درمانی که از سوی پزشک تعیین شده‌است.
- خوردن یک رژیم غذایی سالم و متعادل.
- اجتناب از حذف وعده‌های غذایی.